# Helcionelliden
Die nur fossil bekannten Helcionelliden (Helcionelloida) sind eine Klasse der Weichtiere (Mollusca) und werden zum Unterstamm der Schalenweichtiere (Conchifera) gerechnet. Sie weisen endogastrisch gekrümmte, napf- bis planispiral eingerollte Gehäuse auf. Am Gehäusehinterende befindet sich ein Sinus bzw. eine Stelle, an der der Schalenrand mehr oder weniger stark nach oben gebogen ist; in abgeleiteten Formen kann dieser Sinus unten geschlossen werden und einen Schnorchel ausbilden. Die stratigraphische Reichweite der Tiere ist dem frühesten Unter- bis Mittelkambrium zuzuordnen. Sie waren weltweit verbreitet.

## Bau
Die Helcionelliden kommen dem Grundbauplan der Schalenweichtiere (Conchifera) noch sehr nahe. Der Körper war vermutlich (wie beim Urschalenweichtier) in Kopf, Fuß und Eingeweidesack unterteilt. Der Fuß war vermutlich bei den meisten Formen als Kriechfuß ausgebildet. Die Helcionelliden werden so orientiert, dass der Schnorchel bzw. ein randlicher Sinus hinten liegt. Das Gehäuse und der Eingeweidesack war somit endogastrisch eingerollt. Die Kiemen lagen damit mit einiger Wahrscheinlichkeit im hinteren Teil der Mantelhöhle. Der Wasserstrom könnte vorne eingetreten sein und konnte die Mantelhöhle durch den Schnorchel oder den hinteren Sinus wieder verlassen. Somit sind die Helcionelloida genau andersherum orientiert als die Einplatter (Monoplacophora), deren Gehäuse exogastrisch eingerollt bzw. gekrümmt sind. Das war auch der Grund für die Abspaltung dieser Fossilien von den Einplattern (Monoplacophora), zu denen sie ursprünglich gestellt worden waren.

## Lebensweise
Die Helcionelliden lebten vermutlich benthisch in flachmarinen Bereichen des Schelfmeeres während des Unteren bis Mittleren Kambriums. Vermutlich drangen sie im Unterkambrium bis in die riffnahen Bereiche der Archaeocyathiden-Riffe vor.